# Xanthorhoe veinapuncta
Xanthorhoe veinapuncta är en fjärilsart som beskrevs av Louis Beethoven Prout 1912. Xanthorhoe veinapuncta ingår i släktet Xanthorhoe och familjen mätare. Inga underarter finns listade i Catalogue of Life.